# Jean-Jacques Durrieu
Pour les articles homonymes, voir Durrieu.
Jean-Jacques Paulin Offroy-Durieu, né le 19 février 1812 à Mauriac (Cantal) et mort le 15 juin 1885 à Paris, est un homme politique français.

## Biographie
Avocat à Mauriac, il est nommé sous-commissaire du gouvernement à Mauriac le 24 février 1848. Il est député du Cantal de 1848 à 1851 et siège à gauche. Opposant au Second Empire, il est député du Cantal de 1871 à 1885, siégeant à l'extrême gauche. Il est l'un des signataires du Manifeste des 363 qui refusent la confiance au gouvernement de Broglie, le 16 mai 1877.